# 周西成
周 西成（しゅう せいせい）は、清末民初の軍人。名は世傑だが、一般に字の西成で知られる。号は継斌。黔軍（貴州軍）の指揮官で、国民革命軍（国民政府）に属した。黔軍の中では、桐梓系と呼ばれる派閥の指導者であった。祖籍は江西省。

## 事跡
最初は桐梓明徳小学堂で学び、1911年（宣統3年）から貴州新軍に加入した。辛亥革命後もそのまま新軍で経歴を重ね、1913年（民国元年）から貴州講武学堂に入学する。同時に国民党にも加入した。
以後も順調に四川省との省境で主に軍歴を積み、1922年（民国11年）1月、旅長に昇進した。同年6月、南方政府派の川軍（四川軍）指揮官である石青陽を頼り、四川討賊軍第3混成旅旅長に任命された。まもなく川東防軍第2師師長に昇格した。11月には、川軍の熊克武から四川討賊軍第3師師長に任じられている。1923年（民国12年）11月、四川を離れ、貴州省北部の赤水一帯に駐屯して独自の勢力圏を形成した。後に、黔軍の袁祖銘から黔軍第3師師長に任じられている。
1925年（民国14年）2月、四川で活動を続ける袁祖銘の代わりに、王天培が貴州軍務督弁、彭漢章が貴州省長、周西成が貴州軍務幇弁に任命された。このうち、彭が省政をとることになったが、王は本拠地の天柱県を中心とする省東南部に、周は赤水県を中心とする省北部に、それぞれ割拠する。1926年（民国15年）、王、彭が国民革命軍として北伐に参戦することになったため、周が貴州督弁兼貴州省長として貴州省の統治権を掌握し、また、黔軍後備軍総司令となった。
1927年（民国16年）4月、周西成は正式に国民政府に転じて、貴州省政務委員会主席に任じられた。また、国民革命軍第25軍軍長となった。同年7月より貴州省政府主席となる。8月、周は唐継尭死後の雲南省の混乱への介入を図る。滇軍（雲南軍）の胡若愚を支援して、竜雲（後の雲南省政府主席）討伐を目論み出征した。しかし、竜雲軍の迎撃の前に敗北、失敗に終わる。同年12月、周は国民革命軍第9路軍総指揮に任じられた。
この後、周西成は、国民政府において反蔣介石派である新広西派に依る傾向を強めた。そのため、蔣介石は、親蔣派である竜雲を支援し、貴州へ逆進攻させた。1929年（民国18年）、黔軍ながら竜雲の支援を受ける国民革命軍第43軍軍長李燊と滇軍の連合軍に敗れ、周は、5月22日に関嶺近辺で戦死した。享年37（満36歳）。

### 人物像、逸話
周西成の貴州省統治は堅実で、その統治の数年間は、混乱していた省政に小康をもたらすものであった。一方で、同郷や血縁の人物を極度に重用する縁故型政治を展開し、国民政府中央の勢力浸透には激しく抵抗した。軍人としては、勇猛果敢な指揮官であり、常に最前線で陣頭指揮をとる傾向があった。しかし、滇軍との戦いでは、それがかえって仇となり、銃撃を受けて負傷して、最後は川に落水して死亡することになる。
また統治期間には、片面に自動車がデザインされた一元銀貨を発行したことでも知られる。